# Berlinita
La berlinita es un mineral de la clase de los minerales fosfatos. Fue descubierta en 1868 en una mina de la provincia de Värmland (Suecia), siendo nombrada así en honor de Nils J. Berlin, farmacólogo sueco.

## Características químicas
Es un fosfato anhidro de aluminio. Es el análogo del cuarzo, con aluminio y fósforo en lugar de silicio, por lo que tienen ambos minerales la misma estructura cristalina. Presenta la misma inversión térmica que el cuarzo, pero a menos temperatura.
Además de los elementos de su fórmula, suele llevar como impurezas: hierro y silicio.

## Formación y yacimientos
Se forma como un mineral muy raro por alteración hidrotermal o metasomatismo mineral.
Suele encontrarse asociado a otros minerales como: augelita, atacolita, cianita, pirofilita, scorzalita, lazulita, gatumbaíta, burangaíta, ambligonita, fosfosiderita, purpurita, apatito, moscovita, cuarzo, hematita, alunita, aragonito, colofano, crandallita, francoanellita, yeso, huntita, hidromagnesita, leucofosfita, nesquehonita, nitro o nitrocalcita.